# Onthophagus cameloides
Onthophagus cameloides là một loài bọ cánh cứng trong họ Bọ hung (Scarabaeidae).